# Байерс, Трэй
Трэй Байерс (англ. Trai Byers, род. 19 июля 1981) — американский актёр. Он окончил Йельскую школу драмы и в 2011 году дебютировал на телевидении со второстепенной ролью в дневной мыльной опере ABC «Все мои дети», после чего получил аналогичную роль в прайм-тайм шоу The CW «90210: Новое поколение». В 2014 году Байерс был частью актёрского состава фильма Авы Дюверней «Сельма».
В 2015 году Байерс начал исполнять роль Андре Лайона в прайм-тайм мыльной опере Fox «Империя»

## Фильмография
| Год         | Название на русском    | Название на английском                 | Роль          | Примечания            |
| ----------- | ---------------------- | -------------------------------------- | ------------- | --------------------- |
| 2009        |                        | Caesar and Otto’s Summer Camp Massacre | Чип           |                       |
| 2011        | Все мои дети           | All My Children                        | Муки          | Дневная мыльная опера |
| 2012        | 90210: Новое поколение | 90210                                  | Алек Мартин   | 6 эпизодов            |
| 2013        |                        | Destination Planet Negro               | B-12          |                       |
| 2014        |                        | Jayhawkers                             | Натан Дэвис   |                       |
| 2014        | Сельма                 | Selma                                  | Джеймс Форман |                       |
| 2015 — 2020 | Империя                | Empire                                 | Андре Лайон   | Регулярная роль       |
| 2015        |                        | Americons                              | Тео Джонс     |                       |